# Emblemasoma mexicana
Emblemasoma mexicana är en tvåvingeart som beskrevs av Hugo de Souza Lopes 1988. Emblemasoma mexicana ingår i släktet Emblemasoma och familjen köttflugor. Inga underarter finns listade i Catalogue of Life.